# Szeretettel: Victor
A Szeretettel: Victor (eredeti cím: Love, Victor) 2020 és 2022 között  vetített amerikai dráma, amelyet Isaac Aptaker és Elizabeth Berger készítettek. A 2018-as Kszi, Simon című film ihlette és ugyanabban a világban játszódik. A főbb szerepekben Michael Cimino, Rachel Hilson, Anthony Turpel, Bebe Wood és Mason Gooding látható.
A sorozat premierje 2020. június 17-én volt a Hulun. Magyarországon 2022. június 14-én mutatta be a Disney+ feliratosan.

## Ismertető
Az Victor új diák, a Creekwood Gimnáziumban. Kihívásokkal néz szembe otthon és küzd a szexuális irányultságával. Simonhoz fordul, amikor úgy tűnik, túl nehéz számára eligazodni a középiskolában.
Victor coming outja után próbál eligazodik ebben az új világban a barátaival, miközben a Benjivel való kapcsolatával is foglalkozik, amely többszörösen próbára van téve, részben Victor családja miatt.

## Szereplők

### Főszereplők
| Színész           | Szereplő        | Magyar hang           | Évad | Leírás |
| ----------------- | --------------- | --------------------- | ---- | --- |
| Michael Camino    | Victor Salazar  | Baráth István         | 1–3  | A Creekwoodi Gimnázium új tanulója, szexuális irányultságával küzd                                                                    |
| Rachel Hilson     | Mia Brooks      | Lamboni Anna          | 1–3  | Victor barátja, akinek gyors esze van és könnyedén nevet                                                                              |
| Anthony Turpel    | Felix Westen    | Borbíró András        | 1–3  | Victor új szomszédja, aki barátkozni akar vele                                                                                        |
| Bebe Wood         | Lake Meriwether | Hermann Lilla         | 1–3  | Mia legjobb barátja, a közösségi média megszállottja                                                                                  |
| Mason Gooding     | Andrew Spencer  | Penke Bence           | 1–3  | Creekwood beképzelt és népszerű kosárlabda játékosa                                                                                   |
| George Sear       | Benji Campbell  | Czető Ádám            | 1–3  | Victor meleg, magabiztos és elbűvölő osztálytársa, aki bejön neki                                                                     |
| Isabella Ferreira | Pilar Salazar   | Pekár Adrienn         | 1–3  | Victor szorongó kishúga, akit zavarja az új élet                                                                                      |
| Mateo Fernandez   | Adrian Salazar  | N/A                   | 1–3  | Victor kisöccse |
| James Martinez    | Armando Salazar | Gubányi György István | 1–3  | Victor édesapja |
| Ana Ortiz         | Isabel Salazar  | Solecki Janka         | 1–3  | Victor édesanyja |
| Anthony Keyvan    | Rahim           | Hám Bertalan          | 2–3  | Pilar barátja, aki vallásos muszlim családból származik, Victor új szerelmi érdeklődése                                               |
| Ava Capri         | Lucy            | Nagy Katica           | 2–3  | Benji barátja és Andrew volt barátnője, aki később romantikus kapcsolatba kerül Lake-kel.                                             |
| Nick Robinson     | Simon Spier     | N/A                   | 1–2  | Victor vele veszi fel a kapcsolatot, tőle kér tanácsokat, a sorozatban inkább csak a hangja jelenik meg, de a pár részben szerepel is |

### Visszatérő
| Színész           | Szerep              | Évad | Megjegyzés                                        |
| ----------------- | ------------------- | ---- | ------------------------------------------------- |
| Lukas Gage        | Derek               | 1-2  | Benji barátja                                     |
| Mekhi Phifer      | Harold Brooks       | 1-2  | Mia édesapja                                      |
| Sophia Bush       | Veronica            | 1-2  | Mia apjának új barátnője                          |
| Beth Littleford   | Sarah               | 1-2  | A kávéház vezetője, ahol Victor és Benji dolgozik |
| Leslie Grossman   | Georgina Meriwether | 1-2  | Helyi híradó és Lake édesanyja                    |
| Ali Wong          | Ms. Thomas          | 1    | Az iskola szexuális felvilágosítás tanára         |
| Abigail Killmeier | Wendy               | 1-2  | Felix párja a bálon                               |
| Charlie Hall      | Kieran              | 1-2  | Andrew közeli barátja                             |
| AJ Carr           | Teddy               | 1-2  | Andrew közeli barátja                             |
| Will Ropp         | Wyatt               | 1-2  | Andrew közeli barátja                             |
| Kayla Divenere    | Jenny               | 1-2  | Victor osztálytársa                               |
| Andy Richter      | Coach Ford          | 1-2  | Kosárlabda edző                                   |
| Betsy Brandt      | Dawn                | 2    | Felix édesanyja                                   |
| Ava Capri         | Lucy                | 2    | Benji barátja, Andrew ex-barátnője                |
| Julie Benz        | Shelby              | 2    | Armando új barátja                                |

### Vendég
| Színész              | Szerep           | Évad | Megjegyzés |
| -------------------- | ---------------- | ---- | --- |
| Steven Heisler       | Roger            | 1    | Armando egykori főnöke, akivel Isabelnek viszonya volt.                                                                                    |
| Keiynan Lonsdale     | Bram Greenfeld   | 1    | Simon barátja. Ezt a karaktert a Kszi, Simonban ismerhettük meg, ugyanaz a színész alakítja                                                |
| Katya Zamolodchikova | Önmaga           | 1    | Fellép a New Yorkban a meleg klubban |
| Tommy Dorfman        | Justin           | 1    | Bram és Simon szobatársa |
| Natasha Rothwell     | Ms. Albright     | 1    | Creekwood igazgatóhelyettese, korábban az iskola drámatanára. Ezt a karaktert a Kszi, Simonban ismerhettük meg, ugyanaz a színész alakítja |
| Terri Hoyos          | Natalia Salazar  | 1    | Victor nagymamája |
| Juan Carlos Cantu    | Tito Salazar     | 1    | Victor nagypapája |
| Jason Collins        | Önmaga           | 1    | Kosárlabda játékos a meleg férfiak csoportjával                                                                                            |
| Josh Duhamel         | Jack Spier       | 2    | Simon édesapja |
| Daniel Croix         | Tyler            | 2    | Mia barátja, akivel egy főiskolai rendezvényen ismerkedett meg                                                                             |
| Kevin Rahm           | Mr. Campbell     | 2    | Benji édesapja |
| Embeth Davidtz       | Ms. Campbell     | 2    | Benji édesanyja |
| Nicholas Hamilton    | Charlie          | 2    | |
| Carlie Hanson        | Benji bandatársa | 2    | |

## Epizódok
| Évad | Évad | Epizódok | Eredeti sugárzás | Eredeti sugárzás | Magyar sugárzás  | Magyar sugárzás  |
| Évad | Évad | Epizódok | Évadpremier      | Évadfinálé       | Évadpremier      | Évadfinálé       |
| ---- | ---- | -------- | ---------------- | ---------------- | ---------------- | ---------------- |
|      | 1    | 10       | 2020. június 17  | 2020. június 17  | 2022. június 14. | 2022. június 14. |
|      | 2    | 10       | 2021. június 11. | 2021. június 11. | 2022. június 14. | 2022. június 14. |
|      | 3    | 8        | 2022. június 15. | 2022. június 15. | 2022. június 15. | 2022. június 15. |

## Fordítás
Ez a szócikk részben vagy egészben  a   Love, Victor című angol Wikipédia-szócikk ezen változatának fordításán alapul.  Az eredeti cikk szerkesztőit annak laptörténete sorolja fel. Ez a jelzés csupán a megfogalmazás eredetét és a szerzői jogokat jelzi, nem szolgál a cikkben szereplő információk forrásmegjelöléseként.